# Santa Engrácia
Pour les articles homonymes, voir Santa Engracia.
Santa Engrácia est une ancienne freguesia de Lisbonne, absorbée, à la suite de la réforme administrative de 2012, par la freguesia de São Vicente.